# Навес Псытуаже
Навес Псытуа́же — археологический памятник в Чегемском районе Кабардино-Балкарии. Результаты комплексных исследований позволили исследователям получить ряд новых данных о заселении территории Центрального Кавказа на рубеже плейстоцена и голоцена, ок. 13—11 тыс. лет назад.

## Местоположение
Навес Псытуаже расположен на левом берегу  р. Фандуко (долина р. Фандуко –приток р. Кишпек - приток р. Баксан – приток р. Малка – приток р.Терек – Каспийское море), около 2,5 км вверх по течению от грота Сарадж-Чуко. Он находится в около 8 км на юг от сел. Заюково Баксанского района Кабардино-Балкарской Республики. Навес располагается в глубоком (около 150 м) ущелье р. Фандуко, которое прорезано в липаритовых лавах, игнимбритах, туфах плиоцен-раннечетвертичного возраста.
Навес имеет небольшие размеры: 25 х 10 метров. Площадь навеса более 100 кв.м. Он ориентирован на солнечную юго-восточную сторону. Относительная высота над уровнем р. Фандуко - ок. 18-19 м .

## История изучения
Навес Псытуаже как археологический памятник был открыт в 2018 г. отрядом Северо-Кавказской палеолитической экспедиции АНО "Лаборатория доистории" под руководством археолога Екатерины Дороничевой. В 2019 и 2021 гг. под ее руководством были проведены археологические раскопки и междисциплинарные исследования в навесе Псытуаже, в которых участвовали археологи (Е.В. Дороничева, Л.В. Голованова, В.Б. Дороничев и др.), трасологи (Г.Н. Поплевко, Е.И. Ревина), специалисты по абсолютному датированию (А.Ю. Петров и др.), геоморфологи (С.А. Несмеянов и др.), палеонтологи (Ю.Н. Спасовский),  палинологи (Т.Ф. Трегуб, М.А. Волков) и другие специалисты из ведущих научных центров России. 
В 2022 г. результаты междисциплинарных исследований в навесе Псытуаже были опубликованы в серии статей и  коллективной монографии: Эпипалеолит Приэльбрусья.

## Результаты исследований
Проведенные исследования позволили изучить стоянку активного обитания в слое 2 навеса Псытуаже. Калиброванные радиоуглеродные даты позволяют датировать время образования этого слоя рубежом плейстоцена и голоцена (ок. 13-11 тысяч лет назад), периодом эпипалеолита.
Среди охотничьих трофеев древнего человека преобладают два вида животных: горные козлы (Capra caucasica), мигрировавших между лесом и высокогорьем, и лошади, обитающей в открытых степных районах.
Древние люди на стоянке в навесе Псытуаже занимались разнообразной деятельностью, в том числе расщеплением каменного сырья, изготовлением кремневых и обсидиановых орудий, а также, вероятно, костяных и роговых изделий, разделыванием охотничьих трофеев, изготовлением одежды. Также, возможно, производилась обработка дерева, так как были найдены орудия со следами их закрепления в деревянные рукоятки. Кремень доставлялся древним человеком из нескольких удаленных месторождений. Обсидиан поступал на стоянку из Заюковского источника - единственного источника этого вулканического сырья на Северном Кавказе. На стоянке в навесе Псытуаже археологами найдены два роговых посредника и абразив, использующиеся при расщеплении.
Среди изделий также были найдены и изучены несколько костяных проколок возрастом 11-13 тысяч лет назад, которые древние люди использовали для прокалывания шкур при изготовлении одежды.
Изучение с применением метода трасологии каменных острий из навеса Псытуаже показало, что они преимущественно использовались как наконечники-вкладыши в составное вооружение.
Каменная индустрия слоя 2 навеса Псытуаже, по мнению археологов, имеет многочисленные аналогии в эпипалеолитических материалах стоянок Приэльбрусья и Северо-Западного Кавказа, в том числе в эпипалеолитических слоях Мезмайской пещеры. В Кабардино-Балкарии наиболее близкие индустрии известны в слое 4 грота Сосруко, расположенного в долине р. Баксан. Археологи предполагают, что две эти стоянки, - в слое 2 навеса Псытуаже и в слое 4 грота Сосруко, - могли заселяться одной группой древних людей,  виды деятельности на разных стоянках отличались .